# 제1부대, 진실의 순간
제1부대, 진실의 순간(러시아어: Пе́рвый отря́д, 일본어: ファーストスクワッド, 영어: First Squad: The Moment Of Truth)은 러시아 연방에서 제작된 아시노 요시하루 감독의 2009년 애니메이션, 액션, 드라마, 전쟁 영화이다. Misha Sprits 등이 제작에 참여하였다.

## 목소리 출연
- 커샌드라 모리스
- 토니 올리버